# Slovenski rokometni pokal
Slovenski rokometni pokal (uradno Pokal Pivovarne Union) je moško rokometno pokalno tekmovanje, ki ga organizira Slovenska rokometna zveza. Najuspešnejši klub je Rokometni klub Celje, ki je naslov osvojil dvaindvajsetkrat.

## Pravila
V tekmovanju sodeluje 28 ekip iz vseh slovenskih rokometnih lig. V vsakem krogu ekipa odigra po eno tekmo, na kateri mora ena izmed ekip zmagati. Do polfinala je organizator tekme nižje postavljena ekipa oz. ekipa, ki je bila prej izžrebana. 

### Potek tekmovanja
V šestnajstini finala tekme igra 24 ekip (12 parov), 4 ekipe, določene z žrebom, pa so neposredno uvrščene v nadaljnje tekmovanje. Nato se na vsaki nadaljnji stopnji tekmovanja naprej uvrsti polovica moštev. 
Na zaključni turnir se uvrstijo štiri najboljša moštva, in zmagovalca polfinalnih tekem se uvrstita v finale, drugi dve ekipi pa odigrata tekmo za tretje mesto.

## Tekmovanja

### Po letih
| Sezona  | Zmagovalec                                          | Finalist                                            | Rezultat                                            |
| ------- | --------------------------------------------------- | --------------------------------------------------- | --------------------------------------------------- |
| 1991–92 | Celje                                               | Bakovci                                             | 32-19                                               |
| 1992–93 | Celje                                               | Slovan Ljubljana                                    | 15-10                                               |
| 1993–94 | Celje                                               | Prevent                                             | 25-21                                               |
| 1994–95 | Celje                                               | Gorenje Velenje                                     | 31-20                                               |
| 1995–96 | Celje                                               | Slovan Ljubljana                                    | 27-22                                               |
| 1996–97 | Celje                                               | Gorenje Velenje                                     | 29-19                                               |
| 1997–98 | Celje                                               | Gorenje Velenje                                     | 25-21                                               |
| 1998–99 | Celje                                               | Prule 67                                            | 29:24                                               |
| 1999–00 | Celje                                               | Prule 67                                            | 29-25                                               |
| 2000–01 | Celje                                               | Gorenje Velenje                                     | 29-23                                               |
| 2001–02 | Mobitel Prule 67                                    | Celje                                               | 27-26                                               |
| 2002–03 | Gorenje Velenje                                     | Mobitel Prule 67                                    | 29-25                                               |
| 2003–04 | Celje                                               | Prevent                                             | 40-25                                               |
| 2004–05 | Gold Club                                           | Celje                                               | 40-37                                               |
| 2005–06 | Celje                                               | Gold Club                                           | 27-24                                               |
| 2006–07 | Celje                                               | Gorenje Velenje                                     | 28-26                                               |
| 2007–08 | Cimos Koper                                         | Gold Club                                           | 30-25                                               |
| 2008–09 | Cimos Koper                                         | Celje                                               | 24-19                                               |
| 2009–10 | Celje                                               | Maribor                                             | 35-33                                               |
| 2010–11 | Cimos Koper                                         | Gorenje Velenje                                     | 22-20                                               |
| 2011–12 | Celje                                               | Cimos Koper                                         | 26-21                                               |
| 2012–13 | Celje                                               | Gorenje Velenje                                     | 28-24                                               |
| 2013–14 | Celje                                               | SVIŠ                                                | 31-16                                               |
| 2014–15 | Celje                                               | Gorenje Velenje                                     | 34-29                                               |
| 2015–16 | Celje                                               | Koper 2013                                          | 38-25                                               |
| 2016–17 | Celje                                               | Maribor                                             | 36-28                                               |
| 2017–18 | Celje                                               | Krka                                                | 40-33                                               |
| 2018–19 | Gorenje                                             | Krka                                                | 24–20                                               |
| 2019–20 | odpoved zaradi Pandemije koronavirusne bolezni 2019 | odpoved zaradi Pandemije koronavirusne bolezni 2019 | odpoved zaradi Pandemije koronavirusne bolezni 2019 |
| 2020–21 | ni potekalo                                         | ni potekalo                                         | ni potekalo                                         |
| 2021–22 | Gorenje                                             | Loka                                                | 34–31                                               |
| 2022–23 | Celje                                               | Jeruzalem Ormož                                     | 35–24                                               |
| 2023–24 | Trimo Trebnje                                       | Slovenj Gradec                                      | 35–28                                               |
| 2024–25 | Slovan                                              | Krka                                                | 33–27                                               |

### Po naslovih
| Klub          | Naslovov | Leto |
| ------------- | -------- | --- |
| Celje         | 22       | 1992, 1993, 1994, 1995, 1996, 1997, 1998, 1999, 2000, 2001, 2004, 2006, 2007, 2010, 2012, 2013, 2014, 2015, 2016, 2017, 2018, 2023 |
| Gorenje       | 3        | 2003, 2019, 2022 |
| Koper         | 3        | 2008, 2009, 2011 |
| Prule 67      | 1        | 2002 |
| Gold Club     | 1        | 2005 |
| Trimo Trebnje | 1        | 2024 |
| Slovan        | 1        | 2025 |